# Yamaha Motif
De Yamaha Motif (gestileerd als MOTIF) is een serie music workstations die door Yamaha vanaf 2001 werd gemaakt. De Motif is de opvolger van de EX-serie en werd in 2016 opgevolgd door de Montage. Productie en ondersteuning van de Motif-serie werd beëindigd in 2017. Vergelijkbare werkstations uit dezelfde klasse zijn de Korg Kronos en de Roland Fantom.

## Serie

### MOTIF Classic
De oorspronkelijke MOTIF-serie, die nu "MOTIF Classic" wordt genoemd, werd in 2001 uitgebracht in vier varianten: MOTIF 6, MOTIF 7, MOTIF 8 en MOTIF-RACK.

### ES
De MOTIF ES was de opvolger van de eerste MOTIF-serie, en werd bekendgemaakt tijdens de NAMM Show in 2003. Het aantal klanken is verdubbeld naar 768, en er zijn 128 performances en 128 multis ingebouwd. De serie bestaat uit de MOTIF 6 ES, MOTIF 7 ES, MOTIF 8 ES en de MOTIF-RACK ES.

### MO
In januari 2006 bracht Yamaha twee budgetversies van de MOTIF ES, de MO6 en MO8. Deze modellen bevatten de helft minder polyfonie en minder ingebouwde klanken. Daarnaast zijn een aantal opties geschrapt, zoals het ontbreken van een mLAN-interface, PLG-integratie, sampling en meerdere voetpedalen.

### MM
In januari 2007 werd de Yamaha MM6 als eerste uitgebracht in de MM-serie. Later werd de MM8 in 2009 geïntroduceerd. Deze synthesizer bevat 418 klanken en 22 drumkits. Zelfgemaakte klanken kunnen in 64 geheugenplaatsen worden opgeslagen.

### MOTIF XS
De XS-serie kwam uit in 2007, en introduceerde de modellen XS6, XS7 en XS8. In 2008 volgde de MOTIF-RACK XS als soundmodule.

### MOTIF XF
Hoewel het aantal klanken gelijk bleef met de XS-serie, voegde de XF-serie in 2010 128 nieuwe klanken en 8 nieuwe drumkits toe aan het gebruikersgeheugen. Daarnaast werd in de XF 512 MB of 1024 MB flashgeheugen toegevoegd voor gebruik met de ingebouwde sampler. De serie bestaat uit de XF6, XF7 en XF8. In 2014 vierde Yamaha het 40-jarige jubileum met gekleurde modellen van de MOTIF XF.

### MOX
In 2011 introduceerde Yamaha twee budgetversies van de MOTIF XS, de MOX6 en de MOX8. Wederom de helft minder polyfonie en minder effecten. De MOX-serie bevat alle klanken uit de MOTIF XS, maar het aantal Performances werd gereduceerd tot 256. De MOX-serie bevat geen sampling en mLAN-interface, maar wel een USB-audiointerface voor het opnemen van geluid direct naar een computer of een extern digitaal opnameapparaat.

### MX
Yamaha introduceerde het MX instapmodel in 2012, gebaseerd op de klankenset uit de MOTIF XS. De serie bevat minder klankgeheugen, slechts 166 MB in plaats van 355 MB, minder performances en arpeggio's. Daarnaast ontbreekt ook een ingebouwde sequencer.

### MOXF
In 2013 kwamen twee budgetmodellen van de MOTIF XF, de MOXF6 en de MOXF8. Deze serie bevat alle mogelijkheden van de MOTIF XF-serie, maar een ingebouwde sampler en mLAN-interface ontbreekt. Er is een sleuf aanwezig voor flashgeheugen, en dezelfde USB-audiointerface uit de MOX-serie.